# Рошфор, Пьер
Пьер Рошфо́р (фр. Pierre Rochefort; род. 1981, Париж, Франция) — французский актёр театра, кино и телевидения, музыкант.

## Биография
Сын актёра Жана Рошфора и актрисы и режиссера Николь Гарсиа. Впервые появился на экране в 5-летнем возрасте в короткометражном фильме «15 августа» — режиссёрском дебюте своей матери.

## Фильмография
- 1986 — 15 августа (короткометражный) / 15 août (реж. Николь Гарсиа)
- 2009 — Похищение / Rapt — Фостье (реж. Люка Бельво)
- 2010 — Балкон с видом на море / Un balcon sur la mer — официант в кафе (реж. Николь Гарсиа)
- 2012 — 38 свидетелей / 38 témoins — молодой офицер полиции (реж. Люка Бельво)
- 2012 — Прощай, моя королева / Les Adieux à la reine — Le valet Antonin (реж. Бенуа Жако)
- 2013 — Он ушёл в воскресенье / Un beau dimanche — Батист Камбьер (реж. Николь Гарсиа)
- 2014 — La Veilleuse (короткометражный) (реж. Жоан Бордери)
- 2015 — Наше будущее / Nos futurs — Янн Кербек (реж. Реми Безансон)
- 2012—2015 — На зов скорби / Les Revenants — врач (8 серий)
- 2016 — Мари и неудачники / Marie et les Naufragés — Симеон Форест (реж. Себастьен Бетбедер)
- 2016 — La Main du mal (ТВ) — Дани Марку (реж. Пьер Акнин)
- 2016 — L’entomologiste (короткометражный) — Матьё
- 2017 — Souviens moi (ТВ)

## Награды и номинации
| Премия                                | Год  | Категория                  | Фильм                   | Итог      |
| ------------------------------------- | ---- | -------------------------- | ----------------------- | --------- |
| «Золотой Сван» кинофестиваля в Кабуре | 2014 | Лучший начинающий актёр    | «Он ушёл в воскресенье» | Награда   |
| «Сезар»                               | 2015 | Самый многообещающий актёр | «Он ушёл в воскресенье» | Номинация |
| «Люмьер»                              | 2015 | Самый многообещающий актёр | «Он ушёл в воскресенье» | Номинация |